# Partit Pirata (Suècia)
El Partit Pirata (Piratpartiet en suec) és un partit polític a Suècia. La seva sobtada popularitat va contribuir per al sorgiment de partits amb el mateix nom i objectius similars en l'Europa i a tot el món, encara que no amb idèntic èxit. El partit lluita per la reforma de les lleis concernents a drets d'autor i patents. La seva agenda també inclou el suport a l'enfortiment del dret a la privadesa, tant a internet com en la vida quotidiana, i la transparència en l'administració governamental. El partit intencionadament ha escollit ser un bloc independent de la tradicional divisió esquerra-dreta, per poder perseguir els seus objectius polítics al costat de tots els altres partits dominants.

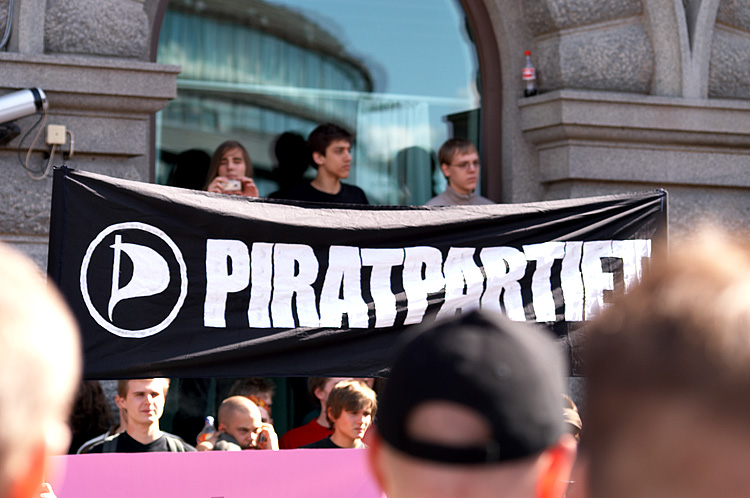
Una pancarta del Partit Pirata a la manifestació a Estocolm, 3 de juny de 2006.

El partit va participar de les eleccions al Riksdag del 2006 i va obtenir 0,63% dels vots, i va esdevenir el tercer major partit fora del parlament, on un mínim del 4% és exigit. Quant a membres, va ultrapassar el Partit Verd al desembre de 2008, el Partit d'Esquerra al febrer de 2009, el Partit Liberal i els Demòcrates Cristians a l'abril de 2009 i el Partit de Centre al maig de 2009, fent-ho en el tercer major partit polític de Suècia. El moviment jove associat al Partit Pirata, el Pirata Jove (Ung Pirat en suec), és avui la tercera major organització política de la joventut a Suècia, en nombre de membres afiliats.
Després de les eleccions per al Parlament Europeu de 2009 i l'entrada en vigor del Tractat de Lisboa, el Partit Pirata suec va aconseguir dos eurodiputats, Christian Engström i Amelia Andersdotter.

## Resultats electorals

### Eleccions legislatives (Riksdag)
| Any  | Vots   | %          | Escons  | +/- | Govern            |
| ---- | ------ | ---------- | ------- | --- | ----------------- |
| 2006 | 34,918 | 0.6 (#10)  | 0 / 349 | Nou | Extraparlamentari |
| 2010 | 38,491 | 0.7 (#9)   | 0 / 349 | =   | Extraparlamentari |
| 2014 | 26,515 | 0.4 (#10)  | 0 / 349 | =   | Extraparlamentari |
| 2018 | 7,326  | 0.11 (#12) | 0 / 349 | =   | Extraparlamentari |
| 2022 | 9,135  | 0.14 (#12) | 0 / 349 | =   | Extraparlamentari |

### Parlament Europeu
| Any  | Líder              | Vots    | %          | Escons       | +/–     | Grup      |
| ---- | ------------------ | ------- | ---------- | ------------ | ------- | --------- |
| 2009 | Christian Engström | 225,915 | 7.13 (#5)  | 1 / 182 / 20 | Nou · 1 | Verds/ALE |
| 2014 |                    | 82,763  | 2.23 (#10) | 0 / 20       | 2       | –         |
| 2019 |                    | 26,526  | 0.64 (#10) | 0 / 20       | =       | –         |
| 2024 | Katarina Stensson  | 15,403  | 0.37 (#11) | 0 / 21       | =       | –         |